# Marchélepot
Marchélepot korábbi község Franciaországban, Somme megyében. Lakosainak száma 466 fő (2018. január 1.). Marchélepot Ablaincourt-Pressoir, Fresnes-Mazancourt, Hyencourt-le-Grand, Licourt, Misery, Omiécourt és Pertain községekkel határos.
2019. január 1-jén Misery korábbi községgel egyesült és az így létrejött Marchélepot-Misery új község része lett.

## Népesség
A település népességének változása:
| Lakosok száma | 469  | 470  | 480  | 468  | 466  |
|               | 2013 | 2015 | 2016 | 2017 | 2018 |